# Music from "The Elder"
Music From "The Elder" is het tiende album van de hardrockband Kiss. Het album verscheen op 10 november 1981 en werd geproduceerd door Bob Ezrin. Het is het eerste album zonder Peter Criss, en met Eric Carr.
Er zijn drie singles van uitgebracht: A World Without Heroes, I en The Oath.

## Nummers
1. "Fanfare" (Paul Stanley, Bob Ezrin)
2. "Just a Boy" (Stanley, Ezrin)
3. "Odyssey" (Tony Powers)
4. "Only You" (Gene Simmons)
5. "Under the Rose" (Simmons, Eric Carr)
6. "Dark Light" (Ace Frehley, Simmons, Anton Fig, Lou Reed)
7. "A World Without Heroes" (Stanley, Simmons, Ezrin, Reed)
8. "The Oath" (Stanley, Ezrin, Powers)
9. "Mr. Blackwell" (Simmons, Reed)
10. "Escape From The Island" (Frehley, Carr, Ezrin)
11. "I"  (Simmons, Ezrin)